# Torneo de Charleston 2021
El Volvo Car Open 2021 fue un evento de tenis WTA 500 en la rama femenina. Se disputó en Estados Unidos, en el Family Circle Tennis Center de Daniel Island, Charleston, Carolina del Sur del 5 al 11 de abril.

## Distribución de puntos
| Modalidad           | Campeona | Finalista | Semifinales | Cuartos de final | 3ª ronda | 2ª ronda | 1ª ronda | Clasificadas | 2ª ronda de clasificación | 1ª ronda de clasificación |
| Individual femenino | 470      | 305       | 185         | 100              | 55       | 30       | 1        | 25           | 13                        | 1                         |
| Dobles femenino     | 470      | 305       | 185         | 100              | -        | -        | 1        | -            | -                         | -                         |

## Cabezas de serie

### Individuales femenino
| Tenista              | Ranking | Preclasificada |
| Ashleigh Barty       | 1       | 1              |
| Sofia Kenin          | 4       | 2              |
| Petra Kvitová        | 10      | 3              |
| Kiki Bertens         | 11      | 4              |
| Belinda Bencic       | 12      | 5              |
| Garbiñe Muguruza     | 13      | 6              |
| Elise Mertens        | 17      | 7              |
| Madison Keys         | 19      | 8              |
| Markéta Vondroušová  | 21      | 9              |
| Elena Rybakina       | 24      | 10             |
| Ons Jabeur           | 28      | 11             |
| Amanda Anisimova     | 31      | 12             |
| Yulia Putintseva     | 33      | 13             |
| Cori Gauff           | 36      | 14             |
| Veronika Kudermétova | 37      | 15             |
| Shuai Zhang          | 43      | 16             |
| Marie Bouzková       | 47      | 17             |

- Ranking del 22 de marzo de 2021.[2]

### Dobles femenino
| Tenista                          | Ranking | Preclasificada |
| Nicole Melichar Demi Schuurs     | 23      | 1              |
| Tímea Babos Veronika Kudermetova | 30      | 2              |
| Yifan Xu Shuai Zhang             | 39      | 3              |
| Alexa Guarachi Desirae Krawczyk  | 39      | 3              |

- Ranking del 22 de marzo de 2021.[3]

## Campeonas

### Individual femenino
Veronika Kudermétova venció a  Danka Kovinić por 6-4, 6-2

### Dobles femenino
Nicole Melichar /  Demi Schuurs vencieron a   Marie Bouzková /  Lucie Hradecká por 6-2, 6-4